# 週刊Young Magazine
《週刊Young Magazine》（ヤングマガジン，簡稱“Yanmaga”）是日本講談社每週一發行的青年漫畫雜誌，1980年6月23日創刊。創刊時的編輯長為宮原照夫。

## 連載中的作品
更新至2024年11月26日（2024年50號）
| 作品名稱                    | 作者（作畫）    | 原作              | 起載號           | 備註                |
| --------------------------- | --------------- | ----------------- | ---------------- | ------------------- |
| 南家三姊妹                  | 櫻場小春        | －                | 2004年14号       | 隔週連載            |
| 麻辣教師GTO                 | 藤澤亨          | －                | 2014年20号       |                     |
| 彼岸島                      | 松本光司        | －                | 2014年38号       |                     |
| 1日外出録ハンチョウ         | 上原求 新井和也 | 福本伸行 萩原天晴 | 2017年4・5合併号 |                     |
| 平行天堂                    | 岡本倫          | －                | 2017年16号       |                     |
| MF GHOST                    | 重野秀一        | －                | 2017年40号       |                     |
| 賭博堕天録カイジ 24億脱出編 | 福本伸行        | －                | 2017年42号       |                     |
| アンダーニンジャ            | 花沢健吾        | －                | 2018年34号       | 通常連載 → 隔週連載 |
| 雨と君と                    | 二階堂幸        | －                | 2020年38号       |                     |
| 星期一的豐滿                | 比村奇石        | －                | 2020年51号       |                     |

## 休刊中的作品
| 作品名稱                       | 作者（作畫） | 原作 | 起載號           | 備註               |
| ------------------------------ | ------------ | ---- | ---------------- | ------------------ |
| 喧嘩稼業                       | 木多康昭     | －   | 2014年2・3合併号 | 『鬥陣小子』的續作 |
| 七人的莎士比亞 NON SANZ DROICT | ハロルド作石 | －   | 2017年2・3合併号 |                    |

## 連載過的作品
- 《亞基拉》（大友克洋）1982年－1990年
- 《3×3 EYES》（高田裕三）1987年1號 - 1989年8號
- 《攻殼機動隊》（士郎正宗）1989年－1996年
- 《去吧！稻中兵團》（古谷實）1993年第14期－1996年第47期
- 《頭文字D》（重野秀一）1995年30號－2013年35號
- 《賭博默示錄》（福本伸行）1996年11號－1999年36號
- 《Chobits》（CLAMP）2000年第43號－2002年第48號
- 《妹妹思春期》（氏家ト全）2001年39號－2007年52號
- 《×××HOLiC》（CLAMP）2003年13號－2010年16號
- 《17歲青春遁走》（古谷實）2003年－2005年
- 《Kiss×sis》（Ditama某）2008年9月－2009年10月
- 《戰國天正記》（宮下英樹）2008年3號－2012年26號
- 《殺手寓言》（宮下英樹）2014年11月1日－2020年3月6日
- 《少女不十分》（西尾维新）2015年第53號－2016年第39號
- 《魔術學姐》（アズ）2016年13號－2021年12號
- 《你遭难了吗？》（冈本健太郎）2017年6號－2022年14號
- 《LILI-MEN》（渡嘉敷拓馬）※轉移至『Yanmanga Web』

## 外部連結
- ヤングマガジン 公式サイト （页面存档备份，存于）（日語）
- 週刊Young Magazine的X（前Twitter）（日語）
- ヤンマガWeb 公式サイト （页面存档备份，存于）（日語）
- 週刊Young Magazine的X（前Twitter）（日語）